# Mein Herz brennt
«Mein Herz Brennt» (en español: "Mi corazón arde") es el segundo sencillo del recopilatorio Made in Germany 1995-2011 y el sexto del álbum Mutter de la banda de metal industrial Rammstein. La canción apareció por primera vez en el tercer álbum, Mutter, en 2001, y fue utilizado como el tema de apertura para los conciertos durante esa época. En 2011 apareció en la primera recopilación de grandes éxitos de la banda, titulado Made in Germany 1995-2011, siendo la única canción del álbum que en el momento de la liberación no había sido lanzado como sencillo o tuvo un vídeo musical. Se anunció el 22 de noviembre de 2012, que la canción se lanzó como sencillo para promocionar los próximos vídeos de recolección Vídeos 1995-2012. Una versión para piano de la canción fue lanzada como sencillo el 7 de diciembre de 2012. El vídeo de la versión original de estudio se estrenó en www.mein-herz-brennt.com el 14 de diciembre de 2012.

## Vídeo
Es la segunda canción de Rammstein en contar con dos vídeos promocionales (después de "Du Riechst so Gut") y la primera en lanzarlos de manera simultánea. Ambos vídeos ("Mein herz Brennt" y "Mein herz Brennt (Piano version)") fueron filmados en el hospital abandonado Beelitz-Heilstätten, a las afueras de Berlín, y fueron dirigidos por Zoran Bihać, quien ya había colaborado con Rammstein en la realización de los vídeos de "Links 2 3 4", "Mein Teil" y "Rosenrot", si bien la versión original (Explicit version) cuenta con ingente material que ya había sido grabado por el artista español Eugenio Recuenco.
Cabe destacar que la versión en piano de la canción, fue grabada en febrero de 2012 junto a Sven Helbig en dicho instrumento.

## Lista de canciones
CD-Maxi
1. Mein Herz Brennt (Piano Versión) - 4:31
2. Gib mir Deine Augen - 3:44
3. Mein Herz Brennt (Video Edit) - 4:18
4. Mein Herz Brennt (Boys Noize Rmx) - 5:00
5. Mein Herz Brennt (Piano Instrumental) - 4:31

'"iTunes Exclusive Edition"'
1. Mein Herz Brennt (Piano Versión) - 4:31
2. Gib mir Deine Augen - 3:44
3. Mein Herz Brennt (Video Edit) - 4:18
4. Mein Herz Brennt (Boys Noize Rmx) - 5:00
5. Mein Herz Brennt (Piano Instrumental) - 4:31
6. Mein Herz Brennt (Turntablerocker Rmx) - 5:23

'Vinilo de "7"'
1. Mein Herz Brennt (Piano Versión) - 4:31
2. Gib mir Deine Augen - 3:44